# Juan Latino
Juan Latino war eine Ortschaft im Departamento Santa Cruz im südamerikanischen Anden-Staat Bolivien.

## Lage im Nahraum
Juan Latino war zentraler Ort des Kanton Juan Latino im Municipio Warnes in der Provinz Ignacio Warnes im westlichen Teil des Departamentos Santa Cruz. Die Ortschaft liegt auf einer Höhe von 324 m zwei Kilometer östlich des nach Norden fließenden Río Piraí, 18 km oberhalb der Mündung des Río Guendá. Seit der Volkszählung von 2012 ist Juan Latino nicht mehr als eigenständige Ortschaft notiert, sondern jetzt Bestandteil der Stadt Warnes.

## Geographie
Juan Latino liegt im tropischen Feuchtklima vor dem Ostrand der Anden-Gebirgskette der Cordillera Oriental. Die Region war vor der Kolonisierung von Chiquitano-Trockenwald bedeckt, ist heute aber größtenteils Kulturland.
Die mittlere Durchschnittstemperatur der Region liegt bei knapp 24 °C (siehe Klimadiagramm Warnes), die Monatswerte schwanken zwischen 20 °C im Juni/Juli und 26 °C von November bis Februar. Der Jahresniederschlag beträgt etwa 1300 mm, die Monatsniederschläge sind ergiebig und liegen zwischen 35 mm im August und 200 mm im Januar.

## Verkehrsnetz
Juan Latino liegt 40 Straßenkilometer nördlich der Departamento-Hauptstadt Santa Cruz und 17 Kilometer südlich der Stadt Montero.
An Juan Latino vorbei führt die 1.657 Kilometer lange Nationalstraße Ruta 4, die das Land in West-Ost-Richtung durchquert, von Tambo Quemado an der chilenischen Grenze bis Puerto Suárez im Dreiländereck Brasilien-Bolivien-Paraguay. Die Straße führt von Westen kommend über Cochabamba, Villa Tunari und Montero nach Warnes, und dann weiter über Santa Cruz und Roboré nach Puerto Suárez und über die Grenze in das brasilianische Corumbá.
Sieben Kilometer nördlich von Warnes zweigt eine unbefestigte Landstraße von der Ruta 4 in westlicher Richtung ab und erreicht Juan Latino nach drei Kilometern.

## Bevölkerung
Die Einwohnerzahl der Ortschaft ist im Jahrzehnt zwischen den Volkszählungen 1992 und 2001 auf mehr als das Dreifache angestiegen:
| Jahr | Einwohner | Quelle       |
| ---- | --------- | ------------ |
| 1992 | 272       | Volkszählung |
| 2001 | 647       | Volkszählung |

In der Region sind die Quechua die zahlenmäßig wichtigste indigene Volksgruppe, im Municipio Warnes sprechen 13,5 Prozent der Einwohner Quechua.